# Élections générales terre-neuviennes de 1951
L'élection générale terre-neuvienne de 1951 se déroule le 26 novembre 1951 afin d'élire les députés de la Chambre d'assemblée de la province de Terre-Neuve (Canada). 

## Résultats
| Parti                                      | Parti                     | Chef               | # de candidats | Sièges | Sièges | Sièges  | Voix    | Voix    | Voix    |
| ------------------------------------------ | ------------------------- | ------------------ | -------------- | ------ | ------ | ------- | ------- | ------- | ------- |
| Parti                                      | Parti                     | Chef               | # de candidats | 1949   | Élus   | % Diff. | #       | %       | % Diff. |
|                                            | Parti libéral             | Joey Smallwood     | 28             | 22     | 24     | +9,1 %  | 83 628  | 63,56 % |         |
|                                            | Progressiste-conservateur | Peter Cashin       | 23             | 5      | 4      | -20 %   | 46 782  | 35,56 % |         |
|                                            | Autres/Indépendant        | Autres/Indépendant | 3              | 1      | -      | -100 %  | 1 156   | 0,88 %  |         |
| Total                                      | Total                     | Total              | 54             | 28     | 28     | -       | 131 566 | 100 %   |         |
| Source : Elections Newfoundland & Labrador |                           |                    |                |        |        |         |         |         |         |